# Praseodymi(III) selenat
Praseodymi(III) selenat là một hợp chất vô cơ, là muối của praseodymi và axit selenic có công thức Pr2(SeO4)3 – tinh thể màu lục khi ngậm nước.

## Điều chế
Hòa tan praseodymi(III) oxit trong dung dịch axit selenic sẽ tạo ra muối:
{\displaystyle {\mathsf {Pr_{2}O_{3}+3H_{2}SeO_{4}\ {\xrightarrow {}}\ Pr_{2}(SeO_{4})_{3}+3H_{2}O}}}

## Tính chất vật lý
Praseodymi(III) selenat tạo thành các tinh thể màu lục khi ngậm nước.
Nó hòa tan trong nước.
Nó tạo thành các tinh thể ngậm nước Pr2(SeO4)3·nH2O, trong đó n = 4, 5, 7, 8 và 12. Trong quá trình kết tinh từ dung dịch lạnh, octahydrat được tạo thành, từ dung dịch nóng sẽ tạo pentahydrat.

## Tính chất hóa học
Với kali selenat và nhiều muối selenat khác, nó tạo thành muối kép như Pr2(SeO4)3·nK2SeO4·4H2O (n = 1 và 3).